# مجارف لثوية

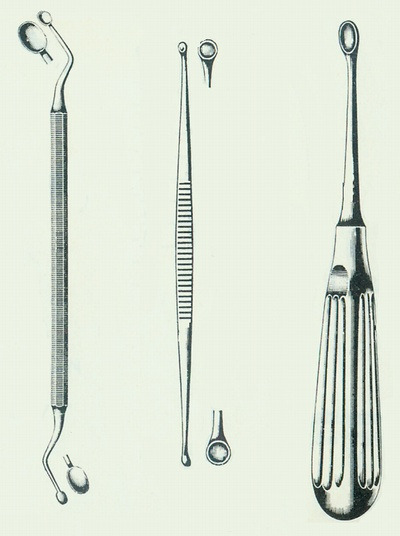
مجارِف لثوية حادة تُستخدم في مجال طب الأسنان، وتحديداً في جراحة اللثة وتنظيف الجيوب اللثوية.

المجارف اللثوية أو المجارف حول السنية هي نوع من الأدوات اليدوية المستخدمة في طب وصحة الأسنان بغرض تجريف وكشط سطح الجذر. تُعد المجرفة اللثوية أداة معالجة مصنفة إلى فئتين رئيسيتين: مجارف عامة ومجارف غريسي. تمتلك المجارف اللثوية وجه واحد، مع حافة أو حافتان قاطعتان وظهر مدور وطرف شفرة مدور أيضًا. وهي الأداة المفضلة عادة من أجل إزالة الجير (القلح) تحت اللثوي.
تُستخدم المجارف العامة ومجارف غريسي عادةً أثناء علاج اللثة غير الجراحي من أجل العناية بصحة الأسنان. الهدف من العلاج اللثوي غير الجراحي هو القضاء على الالتهاب وإعادة النسج الداعمة للثة المريض إلى وضعها الطبيعي. يُعد تقليل الوجود البكتيري عند المريض أحد الطرق المستخدمة لذلك. يجري تعليم إجراءات العناية بصحة الفم للمريض من أجل السيطرة على مستويات البكتيريا في الفم بعد إزالة الجير وتراكمات اللويحة. يُعد استخدام الأدوات اليدوية، كمجارف غريسي والمجارف العامة (يونيفيرسال) -التي تزيل رواسب التكلس الملوثة لسطح الأسنان فوق وتحت اللثة- أحد المكونات الهامة لإزالة المستويات البكتيرية من الفم. يُعد هذا أمر مهم في علاج اللثة غير الجراحي بسبب تقليل التجريف وكشط الجذر للأغشية الحيوية البكتيرية المرتبطة بالالتهاب والموجودة في الفم. تشير دراسة بحثية إلى أن تنضير الجذر والنسج الداعمة هو عامل رئيسي مؤثر على نجاح الارتباط اللثوي على أسطح الجذور المصابة سابقًا.

## المجارف العامة

### الاستخدام والوظيفة
المجارف العامة هي أدوات ذات نهايتين تستخدم في تجريف اللثة وإزالة القلح وكشط الجذر. الغرض من المجارف العامة هو إزالة رواسب القلح صغيرة أو متوسطة الحجم ويمكن استخدامها على حد سواء فوق وتحت اللثة. تعد المجارف العامة متعددة الاستخدامات بسبب إمكانية استخدامها على جميع أسطح الأسنان.

### خصائص التصميم
تمتلك المجارف العامة نهايات مزدوجة مع طرفين عاملين متطابقين. تتشكل نهاية الأداء من ظهر مستدير وطرف شفرة مدور مع مقطع عرضي نصف دائري. يسمح هذا التصميم باستخدامها أسفل الحفاف اللثوي وفوقه. يكون وجه الجهاز بزاوية 90 درجة إلى الساق السفلية ويحتوي على حافتي قطع متساويتين مع بعضهما البعض على جانبي الطرف العامل. يختلف تطبيق الاستخدام اعتمادًا على نوع المجرفة العامة، وطول الساق، والتصميم، وحجم الشفرة. مع ذلك، يمكن استخدام المجارف العامة في جميع أنحاء الفم.

### أنواع المجارف
هناك العديد من المجارف العامة التي تختلف قليلًا في التصميم. قد تؤثر هذه الاختلافات على كيفية استخدام الأداة في الفم. على سبيل المثال، تتميز مجارف كولومبيا 13/14، وبارنهاردت 5/6، ويونغر غود 7/8 بساق أقصر ومرونة أقل، وتكون صلبة أو منتظمة. يوصى باستخدام هذه الأدوات في جميع مناطق الفم من أجل تجريف الجذور وكشطها. تتميز أدوات كولومبيا 4آر\4إل آو كولومبيا2آر\2إل و بارنهاردت 1/2 بسيقان سفلية أطول ومرونة قليلة أو منتظمة. المؤشر الموصى به لاستخدام هذه الأدوات على أسطح الأسنان الخلفية التي لها عمق جيب معتدل إلى عميق. قد تكون هذه الأدوات مفيدة أيضًا للأسنان الأمامية ذات عمق الجيب الكبير أو عند وجود انحسار لثوي. وأخيرًا، فإن أدوات 10/11 لوما ليندا وكوين أوف هارتس آر 144تحتوي على سيقان منخفضة أطول مع تصاميم للشفرات أنسب من أجل العمل على طول الزوايا الخطية لسطوح الأسنان.